# Dicksonia stubelii
Dicksonia stubelii là một loài dương xỉ trong họ Dicksoniaceae. Loài này được Hieron. mô tả khoa học đầu tiên năm 1906.
Danh pháp khoa học của loài này chưa được làm sáng tỏ. 